# Лурский язык
Лурский язык (زۊن لٛۏری) — язык луров, относящийся к юго-западной иранской подгруппе арийской ветви индоевропейских языков. 
Представляет собой диалектный континуум и распространен на южных территориях Загроса. До начала XX века считался диалектом курдского языка.

## Лингвогеография
Луры проживают в юго-западной части страны, в Луристане, Иламе, Чехармехале и Бахтиарии, Кохгилуйе и Бойерахмеде, в Фарсе, а также небольшими группами в Кувейте.

### Численность носителей
| Провинция               | Носители языка лури | %      |
| ----------------------- | ------------------- | ------ |
| Лурестан                | 582 900             | 30,5 % |
| Чехармехаль и Бахтиария | 610 000             | 61.8 % |
| Гилян                   | 6 500               | 0.3 %  |
| Илам                    | 88 100              | 14.6 % |
| Исфахан                 | 381 000             | 7.2 %  |
| Хузестан                | 1 708 000           | 34,8 % |
| Кохгилуйе и Бойерахмед  | 672 700             | 90,6 % |
| Фарс                    | 390 000             | 7,7 %  |
| Тегеран                 | 290 000             | 2,1 %  |
| Альборз                 | 90 000              | 3,2 %  |
| Зенджан                 | 60 000              | 5,4 %  |
| Бушир                   | 25 000              | 2,1 %  |
| Меркези                 | 23 800              | 1,6 %  |
| Керманшах               | 14 000              | 0,7 %  |
| Хозмозган               | 13 000              | 0,7 %  |
| Кум                     | 5 300               | 0,4 %  |
| Семнан                  | 730                 | 0,1 %  |

### Диалектология
Делится на четыре диалектные группы: севернолурский, бахтиярский и южнолурский. Носителями языка являются бахтиары и южные луры.

## История
Культурная и социальная специфика лурских народностей Бахтиари
Согласно историческим данным, Бахтиария — название одного из больших родственных народов Ирана, который известен и под названием «Лур-и бозорг».
О мотивах наименования этого племени, по некоторым версиям, можно указать на близость зоны правления атабаков Луристана к территориям бахтиарии в феодальном Иране. Поэтому их называли «лурами Бахтиари». Название «Лур-и Кучек» (Малый Лур) дали населению современного Луристана и Элама. В промежутке от империи Ахаменидов до государства Сасанидов, Луристан был частью великой Персии. После пришествия ислама, со времён Аббасидских халифов, Луристан простирался от Хамедана до Исфагана. В начале правления Фатх-Али шаха Каджара, Бахтиария была частью территории провинции Фарс, а приток реки Карун разделял Фарс и Ирак «аджам» (иранский Ирак). С 1831 г. Бахтиария временами была частью Исфагана, а временами — частью Хузистана. Племена Бахтиари на протяжении иранской истории постоянно занимали высокие политические, военные и торговые ранги, в частности в период Сефевидов и Зендов до Конституционной революции, а затем учреждения Иранской национальной нефтяной компании и ирано-иракской войны. Первым историю бахтиари написал бригадный генерал Ассад Бахтиари, в чьих сочинениях под названием «История Бахтиарии» есть ценные сведения об этом племени.